# Henry of Sandwich
Henry of Sandwich (* vor 1205; † 15. September 1273 in Orsett, Essex) war ein englischer Geistlicher. Als Bischof von London gehörte er während des Zweiten Kriegs der Barone zu den führenden kirchlichen Unterstützern der Adelsopposition  gegen den König.

## Herkunft und Aufstieg zum Bischof
Henry of Sandwich war ein Sohn seines gleichnamigen Vaters Sir Henry of Sandwich, einem Ritter aus Kent. Er schlug eine geistliche Laufbahn ein und wurde nach 1227 Rektor von Helpringham in Lincolnshire. Als Geistlicher wurde er sicher von Bischof Robert Grosseteste von Lincoln beeinflusst, in dessen Diözese sein Rektorat lag. Sandwich studierte in Oxford, wo er vor 1238 einen Abschluss als Master of Arts machte. 1256 erhielt er den Titel eines Doktors der Theologie. Vor 1259 wurde er Archidiakon von Oxford und Kanoniker an der Londoner St Paul’s Cathedral. Diese und andere Pfründen gab er auf, als er am 13. November 1262 zum Bischof von London gewählt wurde. In Gegenwart der Bischöfe Walter de Cantilupe von Worcester, Stephen Bersted von Chichester und Richard of Gravesend von Lincoln wurde er am 27. Mai 1263 von Bischof John Gervase von Winchester in der Kathedrale von Canterbury zum Bischof geweiht.

## Bischof zu Beginn des Bürgerkriegs
Zum Zeitpunkt seiner Erhebung zum Bischof befand sich England am Rande eines bewaffneten Bürgerkriegs zwischen einer Adelsopposition unter Führung von Simon de Montfort, 6. Earl of Leicester und den Anhängern von König Heinrich III. Alle Bischöfe, die bei Sanchwichs Weihe anwesend waren, unterstützten die Adelsopposition, die mit Hilfe der Provisions of Oxford die Regierung reformieren und die Macht des Königs einschränken wollten. Sandwich wurde rasch ein führender Vermittler in den Verhandlungen zwischen der Adelsopposition und dem König. Zusammen mit anderen Bischöfen drängte er im Juni 1263 den König, die Provisions of Oxford zu akzeptieren sowie seine bei den Baronen verhassten ausländischen Höflinge und Verwandten des Landes zu verweisen. Der König musste schließlich nachgeben, so dass am 16. Juli ein Frieden zwischen den beiden Parteien erreicht wurde. Sandwich trat nun offen für die Adelsopposition ein. Er überging die Ansprüche eines päpstlichen Kaplans und übergab zwei Pfründen an der St Paul’s Cathedral an Montforts jüngsten Sohn Amaury und an Thomas de Cantilupe, dem Neffen von Bischof Walter de Cantilupe, der ein Vertrauter von Montfort war. Zusammen mit Walter de Cantilupe unterzeichnete er am 13. Dezember 1263 die Vereinbarung, in der sie und zahlreiche Barone zusicherten, den Schiedsspruch des französischen Königs Ludwig IX. über die Rechtmäßigkeit der Provisions of Oxford anzuerkennen.

## Bischof im Dienst der Adelsopposition
Im Januar 1264 erklärte der französische König im Mise of Amiens die Provisions für ungültig, worauf der englische König sie öffentlich verurteilte. Sandwich gehörte nun zusammen mit den Bischöfen Cantilupe, Gervais und Bersted der Delegation der Barone an, die im März 1264 bei Verhandlungen in Brackley anbot, den Mise of Amiens anzuerkennen, wenn der König im Gegenzug keine englischen Ämter mehr an Ausländer vergeben würde. Die Verhandlungen scheiterten, worauf es zu offenen Kämpfen zwischen der Adelsopposition und den Anhängern des Königs kam. Noch am Abend vor der Schlacht von Lewes im Mai 1264 versuchten Sandwich und Cantilupe, neue Verhandlungen aufzunehmen. Die Schlacht von Lewes wurde jedoch zu einem klaren Sieg der Adelsopposition, die danach unter Montforts Führung wieder die Regierung übernahm. Als einziger Bischof gehörte Sandwich dem neu gewählten neunköpfigen Staatsrat an, der den König beraten sollte. 
Im September 1264 gehörte Sandwich zusammen mit Cantilupe einer Delegation der Regierung an, die nach Boulogne reiste, um dort dem päpstlichen Legaten Gui Foucois klarzumachen, dass der König auch Ratgeber akzeptieren müsse, die er nicht selbst bestimmt hatte und dass er sich deren Entscheidungen fügen müsse. Im Gegenzug versprachen die beiden Bischöfe, sich für die Freilassung des bei Lewes gefangen genommenen Thronfolgers Lord Eduard einzusetzen. Sollte die Regierung der Barone diesem Wunsch nicht nachkommen, würden die beiden Bischöfe fortan nicht mehr die Barone unterstützen. Der Legat wies dieses Angebot zurück und trug den Bischöfen auf, in England die Exkommunikation der Anhänger Montforts zu verkünden. Widerstrebend reisten Sandwich und Cantilupe zurück nach England. Bei ihrer Ankunft am 3. Oktober nahmen ihnen die Bürger der Cinque Ports die Exkommunikationsurkunden ab und warfen sie ins Meer. 
Nachdem er schon Gilbert de Clare, 6. Earl of Gloucester für die Verwüstung von Kirchenbesitz gerügt hatte, wurde Sandwich im Dezember 1264 Mitglied einer Kommission, die gegen Angriffe auf Kirchenbesitz Maßnahmen ergreifen sollte. Im Januar 1265 wurde er in De Montfort’s Parliament berufen, und im März gehörte er wahrscheinlich zu den neun Bischöfen, die bei Verletzungen der Magna Carta und Widerstand gegen die Regierung der Barone Exkommunikation androhten.

## Entmachtung und Tod
Im August 1265 konnten jedoch die Anhänger des Königs Montfort entscheidend schlagen. Montfort fiel, und Sandwich musste sich für Verstöße gegen den Frieden und Übergriffe gegen den König verantworten. Im Dezember 1265 wurde er von dem neuen Legaten Ottobono Fieschi zeitweilig von seinem Amt entbunden. Am 15. März 1266 musste er wieder in London vor Gericht erscheinen. Er wurde beschuldigt, die Anordnungen von Legat Foulquois missachtet, treulos gegenüber dem König gehandelt zu haben und die Exkommunikation Montforts durch Spenden der Sakramente und Feiern der Messe übergangen zu haben. Sandwich entgegnete, dass er aus Angst vor der Rache des Königs sich nicht verteidigen könne, doch der Legat entband ihn von seinem Amt und schickte ihn nach Rom, wo der Papst über ihn urteilen sollte. In Rom lebte er von einem kleinen Gehalt, dass ihm von seinen Londoner Gütern gewährt wurde, bis er auf Fürsprache von Lord Eduard am 31. Mai 1272 von Papst Gregor X. wieder in seinem Amt eingesetzt wurde. Er kehrte nach England zurück und zog am 31. Januar 1273 wieder in St Paul’s ein. Bereits zu diesem Zeitpunkt war er schon schwer krank. Sein Zustand verschlechterte sich weiter, so dass er am 26. Februar nicht mehr an der Weihe von Robert Kilwardby zum neuen Erzbischof von Canterbury teilnehmen konnte. Nach seinem Tod wenige Monate später wurde er in der St Paul’s Cathedral beigesetzt.